# Rowshan Ershad
Rowshan Ershad; política bengalí, actualmente lideresa del partido de oposición Partido Jatiya (Ershad), con una baja representación parlamentaria tras las elecciones de 2014. Ella es miembro del directorio de la colectividad y esposa del ex Presidente de Bangladés y exlíder de la colectividad Hossain Mohammad Ershad, quien fuera confinado a un hospital militar tras amenazar con suicidarse durante los violentos acontecimientos previos a las elecciones del 5 de enero de 2014.